# 정성열
정성열(鄭成列, 1976년 5월 16일 ~ )은 전 KBO 리그 삼성 라이온즈, 한화 이글스의 내야수이다.

## 출신학교
- 경북고등학교
- 한양대학교

## 연봉
- 1,700 만원

## 등번호
- 63번